# Comtat de Jönköping
El Comtat de Jönköping, o Jönköpings län és un comtat o län al sud de Suècia. Per a història, geografia i cultura del comtat, veure l'article de la província de Småland.
Fa frontera amb els comtats de Halland, Västra Götaland, Östergötland, Kalmar i Kronoberg.

## Municipis

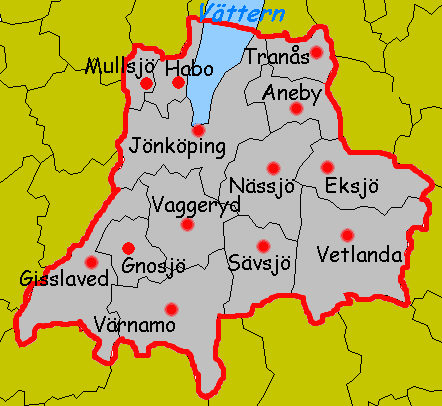
Municipis de Jönköping County

| 1. Aneby 2. Eksjö 3. Gislaved 4. Gnosjö 5. Habo | 1. Jönköping 2. Mullsjö 3. Nässjö 4. Sävsjö 5. Tranås | 1. Vaggeryd 2. Vetlanda 3. Värnamo |